# Thorsten Wilhelms
Thorsten Wilhelms (Liebenau, Hessen, 31 de juliol de 1969) va ser un ciclista alemany que fou professional entre 1999 i 2003. En el seu palmarès destaca la primera edició del Tour de Qatar i algunes etapes en curses d'una setmana.

## Palmarès
- 1993
  - Vencedor de 3 etapes a la Volta a Suècia
  - Vencedor d'una etapa a la Volta a la Baixa Saxònia
- 1999
  - Vencedor d'una etapa a la Commonwealth Bank Classic
- 2000
  - Vencedor d'una etapa al Trofeu Joaquim Agostinho
- 2001
  - Vencedor de 2 etapes a la Volta a Cuba
  - Vencedor de 2 etapes a la Volta a la Baixa Saxònia
  - Vencedor d'una etapa al Trofeu Joaquim Agostinho
- 2002
  - 1r al Tour de Qatar i vencedor de 2 etapes
  - Vencedor de 2 etapes a la Volta a la Baixa Saxònia
  - Vencedor de 2 etapes a la Volta a l'Algarve
- 2003
  - Vencedor d'una etapa a la Volta a la Baixa Saxònia